# Burkhard Madea
Burkhard Madea (* 1957) ist ein deutscher Rechtsmediziner, ehemaliger Direktor des Instituts für Rechtsmedizin des Universitätsklinikums Bonn und Autor zahlreicher Fachbücher und -artikel.

## Leben und Wirken
Nach Schule und Gymnasium studierte Madea Philosophie und Medizin an den Universitäten Bochum und Aachen (1976–1982) mit Approbation als Arzt (1982). Nach seiner Tätigkeit als Sanitätsoffizier bei der Bundeswehr (1983–1984) absolvierte er eine Postgraduiertenausbildung in der Rechtsmedizin an der Universität Münster (1984–1985) und Weiterbildung zum Rechtsmediziner an der Universität Köln mit Habilitation für Rechtsmedizin (1989).
Die Ernennung zum Professor für Rechtsmedizin an der Universität Köln erfolgte 1991, die Berufung zum Professor für Rechtsmedizin und Leiter des Institutes für Rechtsmedizin an der Universität Bonn 1996. Im selben Jahr gab er mit Ulrich J. Winter Medizin Ethik – Recht bei Schmidt-Römhild in Lübeck heraus. 2022 wurde Madea emeritiert.